# لوری (میسوری)
لوری (به انگلیسی: Laurie) یک روستا (ایالات متحده آمریکا) در ایالات متحده آمریکا است که در شهرستان مورگان، میزوری واقع شده‌است.
 لوری ۱۴٫۲۴ کیلومتر مربع مساحت و ۹۴۵ نفر جمعیت دارد و ۲۹۴٫۱۴ متر بالاتر از سطح دریا واقع شده‌است.